# André Hahn
André Hahn, född 13 augusti 1990, är en tysk fotbollsspelare (mittfältare) som spelar för FC Augsburg i Bundesliga.

## Landslagskarriär
Hahn blev för första gången uttagen i Tysklands A-landslag till träningslandskampen mot Chile den 5 mars 2014.